# 2022年不明病因儿童肝炎流行事件

2022年不明病因儿童肝炎分布地图

2022年不明病因儿童肝炎流行事件指2022年4月开始在多国出现的一种不明病因的儿童急性肝炎流行事件。

## 发现
美国于2021年10月在美国阿拉巴马州的一家儿童医院首次发现不明来源的严重肝炎病例，在这之前各地并未发现这种病例，并于11月通报给了美国疾病控制与预防中心。
2022年4月5日，英国卫生部门最先向世卫组织通报了10例在苏格兰中部发现的病因不明的儿童严重急性肝炎病例，最早1例于2022年1月出现症状，至2022年4月22日，英国相似病例达108例。美国、以色列、丹麦、爱尔兰、荷兰和西班牙等多个国家也相继报告类似情况的肝炎病例。感染者主要为10岁以下儿童，症状包括恶心、黄疸、腹泻、呕吐和腹痛等。2022年4月21日，美国疾病控制和预防中心发出警告，要求全美医生注意不明原因儿童肝炎病例。

## 进展
截至2022年4月21日，累计12个国家报告了至少169起病例，其中114例发生在英国，已造成一名美國儿童死亡。因患儿病情严重（少数需要肝脏移植），且被排除与典型的肝炎病毒（甲肝、乙肝、丙肝、丁肝、戊肝）相关，英国卫生安全局及苏格兰于4月6日发出首份警告。
英国卫生安全局正在调查该病是否为腺病毒变异或者与其他病毒（如SARS-CoV-2）共同作用所致。目前未发现该病症与COVID-19疫苗存在关联，因为英国多数儿童病患未接种相关疫苗。另有观点怀疑该病症与COVID-19大流行导致的免疫力下降或过度反应相关，或者腺病毒感染流行所产生的巧合事件。
2022年4月27日，北京市卫健委声明否认网传北京市出现相关病例及死亡事件，同时表示已下发通知要求相关医疗机构提高警觉，关注此类病例。
2022年5月29日，全国各国累计报告不明病因儿童肝炎病例650例同时世卫组织暂时将这一疾病的全球风险定为中级。

## 各国报告

### 英国
2022年4月5日，英国卫生部门向世卫组织通报了10例不明病因的儿童急性肝炎病例。
2022年4月8日，相似病例增至74例。
2022年4月21日，新发现了34例，英国病例总数目前达到108例。
根据世界卫生组织公布称，截至2022年4月21日英国已有114例不明病因的儿童急性肝炎病例。
2022年4月29日，英国的不明病因儿童肝炎病例增至145例。、
2022年5月27日，英国累计报告不明病因儿童肝炎病例222例。

### 美国
美国亚拉巴马州报告9例类似病例。
截至5月6日，美国25个州出现的109例儿童不明原因肝炎病例。其中8名儿童需要肝移植，5名儿童死亡，94%的孩子需要住院治疗。

### 以色列
2022年4月20日，以色列报告12名儿童患有不明原因急性肝炎。

### 意大利
截至2022年4月21日，意大利共报告7例尚未明确病因的儿童肝炎疑似病例。

### 西班牙
2022年4月13日，西班牙卡斯蒂利亚-拉曼恰大区雷亚尔城一家医院中发现了西班牙首例不明原因的儿童肝炎病例，至4月22日，西班牙已经确诊8例不明原因儿童肝炎病例，另外还有5例疑似病例。

### 法国
2022年4月19日，法国里昂大学医院报告2例不明病因儿童肝炎病例。

### 日本
2022年4月25日，日本首次报告1例不明病因儿童肝炎病例。该病例的新冠病毒及腺病毒检查结果均为阴性。
2022年4月28日，日本新增2例不明病因儿童肝炎病例，累计报告3例不明病因儿童肝炎病例。

### 新加坡
2022年4月30日，新加坡首次报告1例不明急性肝炎病例，感染者系一名10月大的男婴，男婴在同月25日被送往竹脚妇幼医院急诊室医治。

### 印度尼西亞
2022年4月，印尼有3名兒童患者因不明肝炎病逝。

### 阿根廷
2022年5月4日，阿根廷卫生部首次通报发现首例不明原因儿童严重肝炎病例，同时是拉丁美洲首例，患者为圣菲省罗萨里奥市北部的儿童医院的8岁儿童。2022年5月5日，阿根廷累计报告8例不明原因儿童肝炎病例。

## 数据
| 国家/地区  | 病例数 | 最后更新      |
| ---------- | ------ | ------------- |
| 阿根廷     | 8      | 2022年5月10日 |
| 奥地利     | 2      | 2022年5月10日 |
| 比利时     | 12     | 2022年5月13日 |
| 巴西       | 16     | 2022年5月10日 |
| 加拿大     | 7      | 2022年5月10日 |
|            | 2      | 2022年5月10日 |
| 賽普勒斯   | 2      | 2022年5月13日 |
| 丹麦       | 6      | 2022年5月13日 |
| 法國       | 2      | 2022年5月10日 |
| 德国       | 1      | 2022年5月5日  |
| 希腊       | 2      | 2022年5月13日 |
| 印度尼西亞 | 5      | 2022年5月10日 |
| 日本       | 1      | 2022年5月13日 |
| 愛爾蘭     | 6      | 2022年5月13日 |
| 義大利     | 24     | 2022年5月13日 |
| 荷蘭       | 6      | 2022年5月13日 |
| 挪威       | 5      | 2022年5月13日 |
| 巴拿马     | 1      | 2022年5月10日 |
| 巴勒斯坦   | 1      | 2022年5月10日 |
| 波蘭       | 1      | 2022年5月13日 |
| 葡萄牙     | 4      | 2022年5月10日 |
| 羅馬尼亞   | 8      | 2022年5月5日  |
| 塞爾維亞   | 1      | 2022年5月13日 |
| 新加坡     | 1      | 2022年5月10日 |
| 斯洛維尼亞 | 1      | 2022年5月13日 |
|            | 1      | 2022年5月10日 |
| 西班牙     | 26     | 2022年5月13日 |
| 瑞典       | 9      | 2022年5月13日 |
| 英国       | 222    | 2022年5月27日 |
| 美国       | 216    | 2022年5月29日 |